# 8.º governo republicano (Portugal)

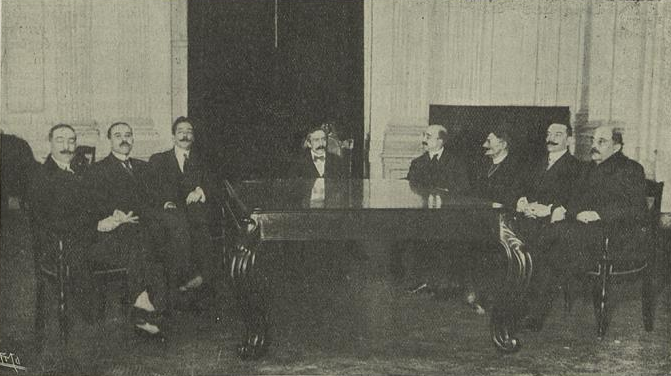
Os Miseráveis de Victor Hugo; da esquerda para a direita: Augusto Soares, Álvaro de Castro, Alexandre Braga, Victor Hugo de Azevedo Coutinho, Ferreira de Simas, Rodrigues Gaspar, Lima Basto, e Cerveira de Albuquerque

O 8.º governo da Primeira República Portuguesa, nomeado a 12 de dezembro de 1914 e exonerado a 25 de janeiro de 1915, foi liderado por Vítor Hugo de Azevedo Coutinho. Ficou conhecido como o Governo dos Miseráveis de Vítor Hugo.
A sua constituição era a seguinte:
| Cargo                              | Detentor | Detentor                                    | Período                                         |
| ---------------------------------- | -------- | ------------------------------------------- | ----------------------------------------------- |
| Presidente do Ministério           |          | Vítor Hugo de Azevedo Coutinho (1871–1955)  | 12 de dezembro de 1914 a 25 de janeiro de 1915  |
| Ministro do Interior               |          | Alexandre Braga (1868–1921)                 | 12 de dezembro de 1914 a 25 de janeiro de 1915  |
| Ministro da Justiça e dos Cultos   |          | Augusto Soares (interino) (1873–1954)       | 12 de dezembro de 1914 a 21 de dezembro de 1914 |
| Ministro da Justiça e dos Cultos   |          | José Maria Barbosa Magalhães (1879–1959)    | 21 de dezembro de 1914 a 25 de janeiro de 1915  |
| Ministro das Finanças              |          | Álvaro de Castro (1878–1928)                | 12 de dezembro de 1914 a 25 de janeiro de 1915  |
| Ministro da Guerra                 |          | Joaquim Cerveira de Albuquerque (1853–1925) | 12 de dezembro de 1914 a 25 de janeiro de 1915  |
| Ministro da Marinha                |          | Vítor Hugo de Azevedo Coutinho (1871–1955)  | 12 de dezembro de 1914 a 25 de janeiro de 1915  |
| Ministro dos Negócios Estrangeiros |          | Augusto Soares (1873–1954)                  | 12 de dezembro de 1914 a 25 de janeiro de 1915  |
| Ministro do Fomento                |          | Eduardo Alberto Lima Basto (1875–1942)      | 12 de dezembro de 1914 a 25 de janeiro de 1915  |
| Ministro das Colónias              |          | Alfredo Rodrigues Gaspar (1865–1938)        | 12 de dezembro de 1914 a 25 de janeiro de 1915  |
| Ministro da Instrução Pública      |          | Frederico Ferreira de Simas (1872–1945)     | 12 de dezembro de 1914 a 25 de janeiro de 1915  |